# Tristeți de sucub
Tristeți de sucub este primul roman din seria Georgina Kincaid de Richelle Mead. Cartea a fost tradusă și publicată de editura Leda în România în 2010.

## Personaje
- Georgina Kincaid
- Jerome
- Doug Sato
- Cody
- Seth Mortensen
- Hugh Mitchell
- Carter
- Roman Smith
- Erik Lancaster
- Peter